# Moshe Dayan

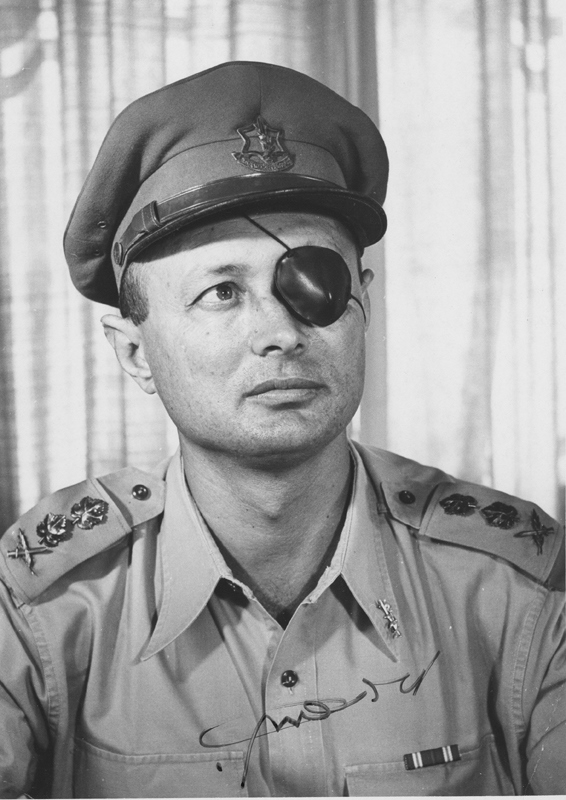
Moshe Dayan

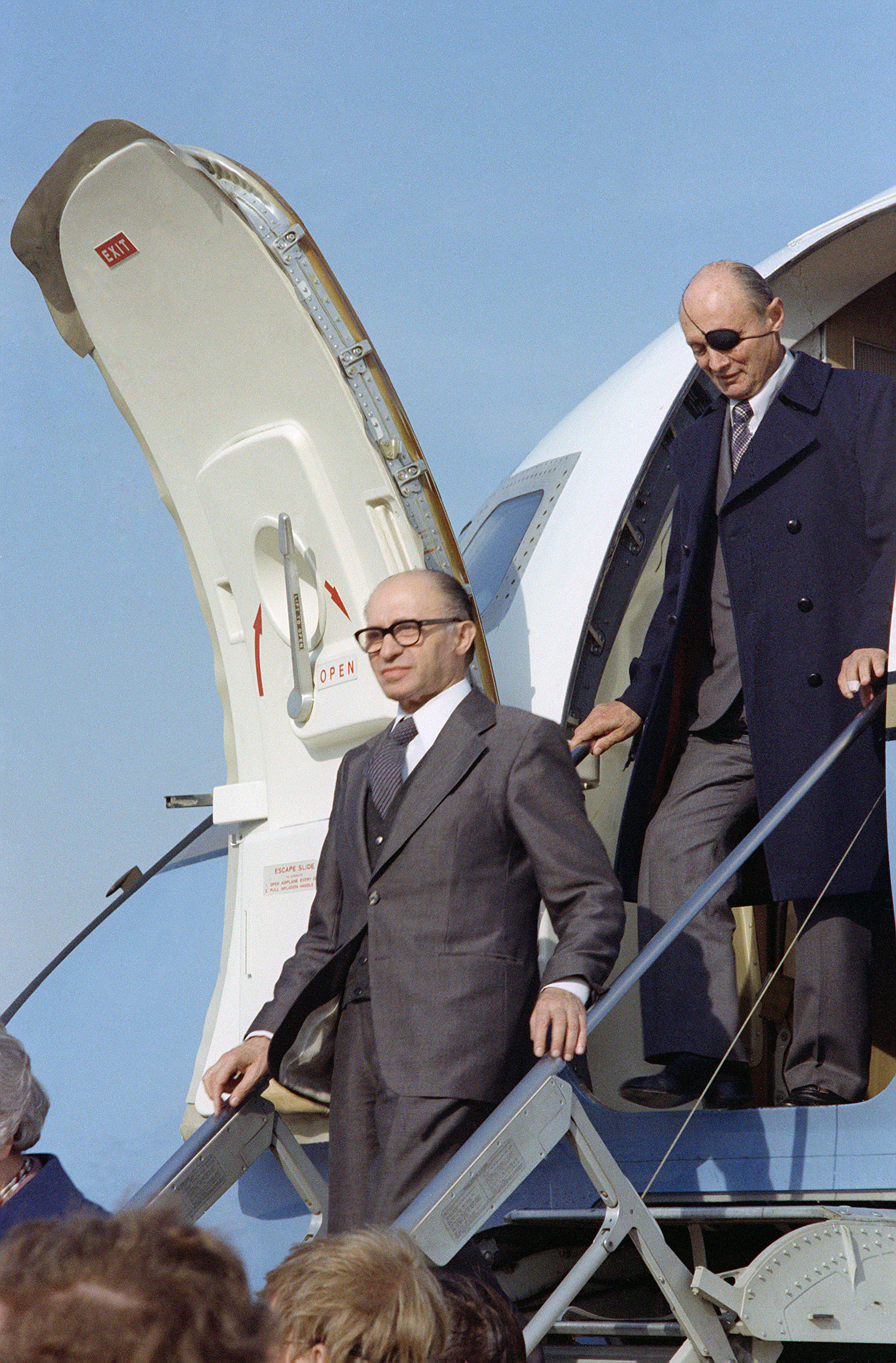
Moshe Dayan terwijl hij (samen met Begin) uit een vliegtuig stapt op Andrews Air Force Base, Verenigde Staten, 21 maart 1978

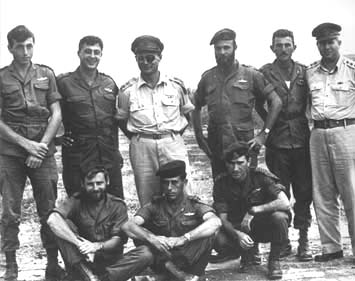
Luitenant-generaal Moshe Dayan te midden van het 890e parachutisten bataljon in 1955. Links van hem majoor Ariel Sharon, de latere premier van Israël

Moshe Dayan of Mosjee Dajan (Hebreeuws: משה דיין) (Degania, 4 mei 1915 – Tel Aviv, 16 oktober 1981) was een Israëlisch militair en politicus.

## Levensloop
Moshe Dayan werd geboren in Degania Aleph, een kibboets in het noorden van het toenmalige Britse Mandaatgebied Palestina. Hij groeide op in de mosjav Nahalal. Op zijn veertiende werd hij lid van de Haganah, de Joodse ondergrondse die nederzettingen moest beschermen tegen Arabische aanvallen. Hij werd onder meer getraind in guerrillatactieken door de fameuze Britse kapitein Orde Wingate, die in de Tweede Wereldoorlog tegen de Japanners in Birma en de Italianen in Ethiopië streed.
In 1939 werd het Joodse verzet vogelvrij verklaard. Dayan werd door de Britten gearresteerd. Na twee jaar cel nam hij dienst in het Britse leger en vocht in Libanon tegen de Vichy-Fransen. Bij deze gevechten verloor hij zijn linkeroog en sindsdien werd hij steeds met een ooglapje gezien.
De Britse regering verleende hem de Distinguished Service Order voor dapperheid.
Tijdens de oorlog die volgde na het uitroepen van de staat Israël in 1948 speelde Dayan een prominente rol als veldcommandant. Een jaar later was hij betrokken bij de onderhandelingen met Jordanië. In 1950 was Dayan verantwoordelijk voor het opblazen van onder meer de Mash'had Nabi Husayn-moskee bij Majdal, het huidige Asjkelon.
In mei 1955 was hij tegen een veiligheidspact met de VS.
In oktober 1956 leidde hij als stafchef van het Israëlische leger het Suez-offensief. Een jaar later begon hij een nieuwe carrière in de politiek en werd minister van Landbouw onder David Ben-Gurion.

### Zesdaagse Oorlog
Zijn ster rees vooral na de Zesdaagse Oorlog in juni 1967, toen Dayan inmiddels minister van Defensie was. In zes dagen werden Egypte en Syrië verslagen. Dayan arriveerde als een van de eerste Joden bij de sinds 1948 voor Joden onbereikbaar geworden Klaagmuur en verklaarde dat Israël deze heilige plaats nooit meer zou afstaan. Het Israëlische zelfvertrouwen steeg tijdens en vlak na de oorlog tot ongekende hoogte. Dat leidde evenwel tot de latere onderschatting van de Arabische vijanden. In 1973 werd Israël dan ook verrast door een uitstekend gecoördineerde aanval van Egypte en Syrië.
Dayan werd na de wapenstilstand fel bekritiseerd. Kort nadat hij bij de begrafenis van een Israëlische soldaat voor moordenaar werd uitgescholden door woedende familieleden van de gesneuvelde militair, stapte hij op als minister. Dayan bepleitte als ex-militair in de politiek in 1975 de volledige integratie van Arabische Israëliërs, ook voor de militaire dienstplicht, en de vestiging van een "politieke Palestijnse entiteit" waarvan hij echter het exacte territorium in het midden liet. Een paar jaar later speelde hij als minister van Buitenlandse Zaken nog een belangrijke rol bij de vredesonderhandelingen met Egypte, die leidden tot de Camp Davidakkoorden.
Dayan overleed in 1981 aan een zware hartaanval. Hij had toen al kanker en bevond zich in het terminale stadium.

## Kritiek
Dayan was de held van de Zesdaagse Oorlog toen hij voor Israël de Klaagmuur claimde, maar stond kort daarna wel de zeggenschap over de, eigenlijk religieus belangrijkere, Tempelberg af aan de Arabische geestelijke autoriteit van Jeruzalem, de zogeheten waqf. Dit deed Dayan, die zelf niet religieus was, als gebaar van goede wil aan de diep vernederde Arabische wereld om zo een wapenstilstand te vergemakkelijken. Dit kwam hem op kritiek te staan van gelovige Joden en van fundamentalistisch christelijke groeperingen. Dezen verklaarden dat Dayan de heiligste plaats van het jodendom hiermee 'verkwanselde' aan hun vijanden.

## Persoonlijk
Op 12 februari 1939 werd in Nahalal zijn dochter Jael Dayan geboren. Later kreeg hij nog twee zonen Ehud en Assi Dayan. Jael werd schrijfster, politica en vredesactiviste bij onder andere Peace Now (Vrede Nu).

## Citaat
- "Als je vrede wilt, moet je niet met je vrienden praten, maar met je vijanden." — Dayan.

- Bibsys: 90051915
- Bibliothèque nationale de France: cb11898857n (data)
- Catàleg d'autoritats de noms i títols de Catalunya: 981058614646306706
- CiNii: DA01489223
- Gemeinsame Normdatei: 118524127
- International Standard Name Identifier: 0000 0001 2022 1933
- Library of Congress Control Number: n79099011
- Nationale Bibliotheek van Letland: 000043418
- MusicBrainz: c4e30ea4-b748-4732-9a0d-e1895c4f89fc
- National Archives and Records Administration: 10582113
- Bibliotheek van het Japanse parlement: 00437429
- Nationale Bibliotheek van Tsjechië: jx20140708002
- Nationale bibliotheek van Australië: 35034130
- Nationale Bibliotheek van Israël: 987007260254705171
- Nationale Bibliotheek van Polen: a0000002314890
- Nationale en Universitaire bibliotheek Zagreb: 000122832
- Nederlandse Thesaurus van Auteursnamen: 068444613
- LIBRIS: 48292
- SNAC: w6902jm2
- Système universitaire de documentation: 026814447
- Trove: 806644
- Virtual International Authority File: 22140607
- WorldCat: E39PBJmP98DpVtmJFym6yGJJjC